# Le Carcajou
Pour les articles homonymes, voir Le Carcajou (homonymie).
Le Carcajou est un roman de l'écrivain Bernard Clavel paru en 1996 aux éditions Robert Laffont.
Bien que le Carcajou appartienne à la famille des belettes, il n'a pas la taille allongée comme elles. Il a la tête ronde et large, de petits yeux et aussi de petites oreilles. Au premier regard on pourrait le prendre pour un jeune ours, mais il faut bien l'observer, car des chasseurs pourraient se transformer en proie.

## Présentation
Le roman a été écrit sur une longue durée, puisque Bernard Clavel a pris soin d'indiquer à la fin du livre ses dates de début et fin d'écriture : 
Doon House, janvier 1988 - Prieuré Sainte-Anne, 17 octobre 1995

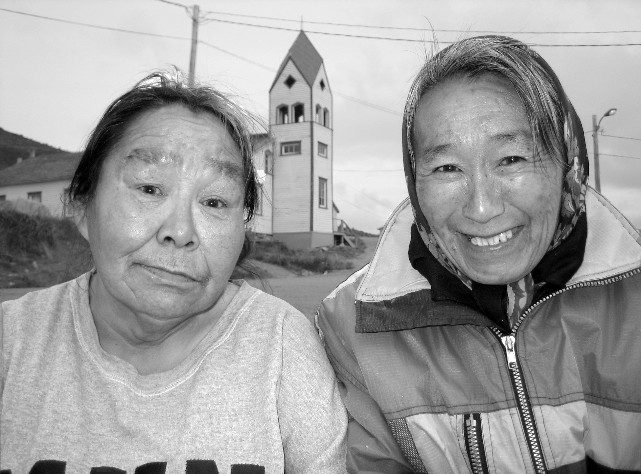
Femmes inuits

Le Carcajou est un plantigrade carnivore, variété de blaireau appelée aussi blaireau du Labrador. Son nom vient d'un mot des Indiens canadiens qui signifie 'le glouton'.
Animal fabuleux, mythique pour les Indiens qui le craignent autant qu'ils le vénèrent.
L'histoire met en scène quatre personnages, deux couples, Mooz et son épouse Papigan, Waboos et son épouse Nika.

Elle est structurée en trois chapitres, chacun précédé d'une épigraphe :
- Makwa : « la forêt c'est encore un peu du paradis perdu ».
- La rivière morte : « Qui change le cours des eaux peut tuer la rivière ».
- La traque : « Un jour viendra où d'un geste lent nous disperserons toute chose ».

## Résumé et Contenu

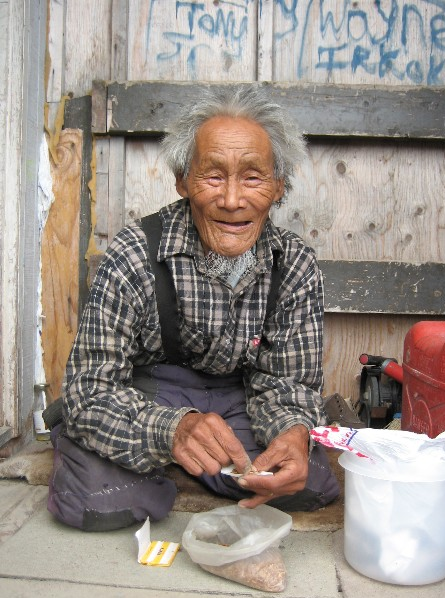
Inuit du Nunavut

Bernard Clavel a beaucoup été attiré par le Canada puisqu'il y a résidé plusieurs années, ayant épousé une Québécoise, Josette Pratte, pays qui l'a inspiré à diverses reprises non seulement dans la grande fresque en six volumes Le Royaume du Nord mais aussi dans d'autres ouvrages comme L'Homme du Labrador ou des livres qu'il a écrits pour la jeunesse. 

Ceci est l'histoire d'Indiens du Canada vivant dans le grand nord, en territoire inuit, qui luttent pour sauvegarder leur culture contre le monde des blancs envahissant qui leur donne de quoi vivre tout en saccageant leur environnement.
Le carcajou, animal réel autant que mythique pour les Indiens, est la représentation symbolique de ce monde en rapide évolution, où justement ces évolutions arrivées avec les techniques et les machines de l'homme blanc, sont trop rapides pour être intégrées dans l'imaginaire culturel de ce peuple.
Et Le Carcajou en est la représentation symbolique. Ce n'est pas l'ours, leur Frère Makwa, l'ours qui leur donne tout, sa chair, sa peau, et qui est leur ami. Le Carcajou est comme l'homme blanc, arrogant, insatiable mais « la taïga appartient à ceux qui l'aiment ».

Mais peut-être aussi que le Carcajou a suivi Barnard Clavel après son retour du Canada jusque dans cette maison de l'Ain où il s'est retiré et qu'il rêve de retourner au Canada.

### Le plus féroce
Le carcajou est l'animal le plus féroce d'Amérique. Avec ses grandes pattes il pourrait achever un ours noir. Mais bien d'autres proies se montrent délicieuses comme un grand troupeau de cerfs, de mouflons d'Amérique et autres végétariens. Grand et redoutable, le carcajou meurt rarement de faim. Ses griffes sont courbées et longues, ce qui lui permet de grimper facilement au arbres puis de sauter sur ses proies.

Après tant de remue-ménage et de chahut,

Plus personne au pays ne revit le dahu

Et pas davantage le fameux Carcajou

Qui aurait illico regagné son igloo.

Mais on dit aussi qu'il passe par les chatières

Hanter la nuit les maisons de La Courbatière.
L'homme blanc a barré la rivière, il a construit un barrage, modifié un paysage millénaire et les équilibres écologiques de la région. Alors les animaux sont partis, les castors sont remontés encore plus au nord et Nika aura cette remarque : « plus les hommes sont nombreux au sud, plus ils construisent, plus les animaux fuient vers le nord ».
Alors se pose la question de la survie de ces hommes dans l'univers hostile du grand nord que l'homme blanc veut domestiquer.

## Galerie

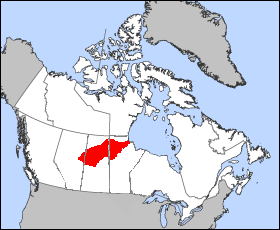
Grand nord canadien
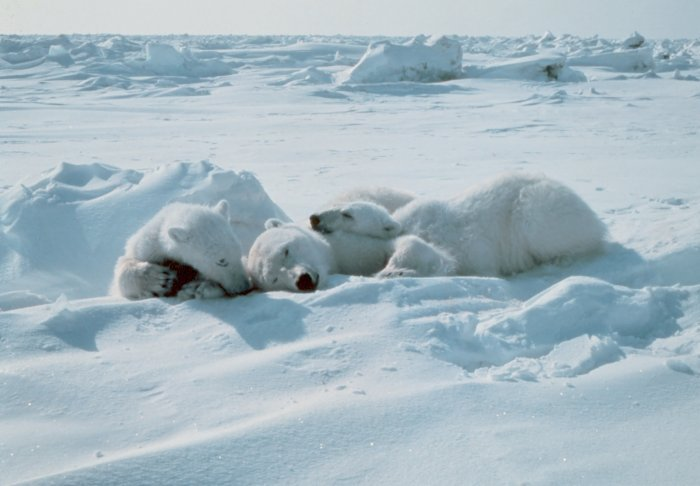
Ours blancs en Alaska
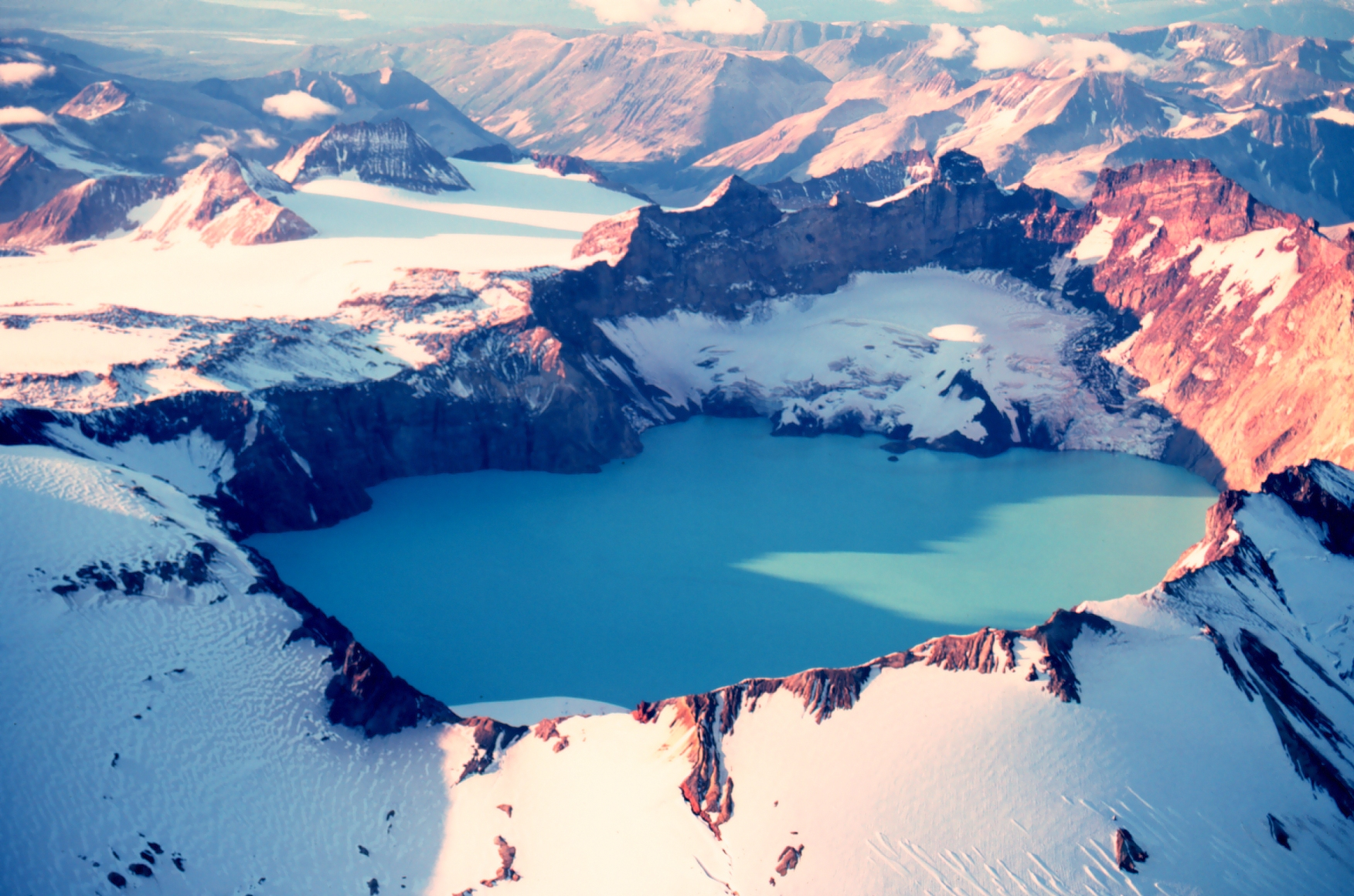
Katmai Crater
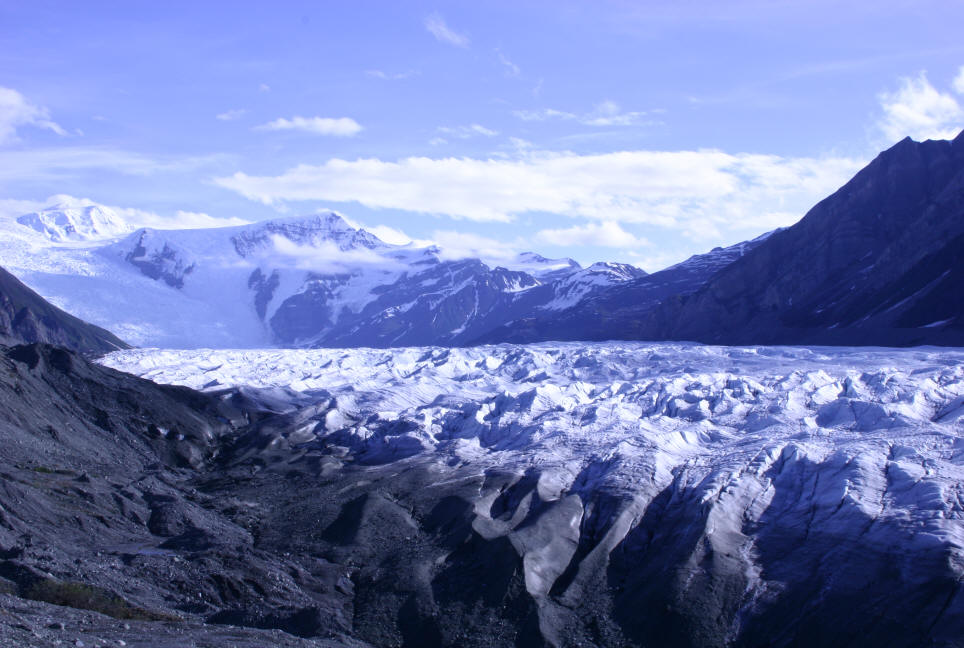
Montagnes et glacier
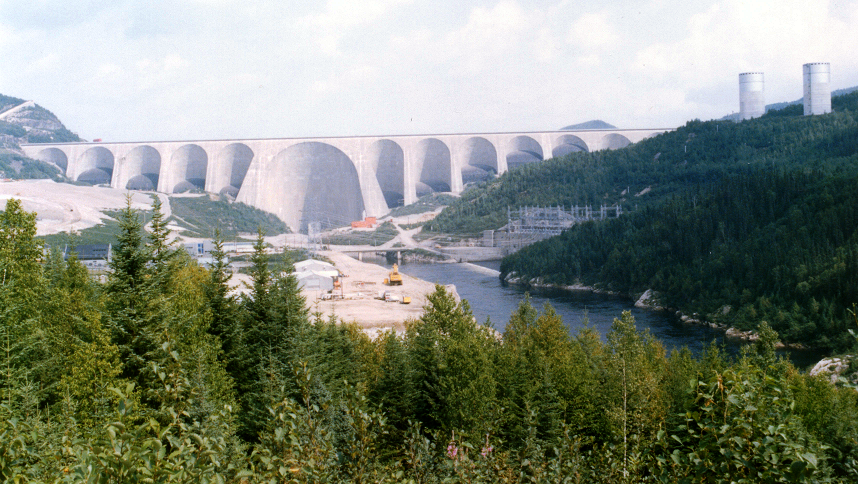
Barrage Daniel-Johnson
Québec : ville minière de Fermont
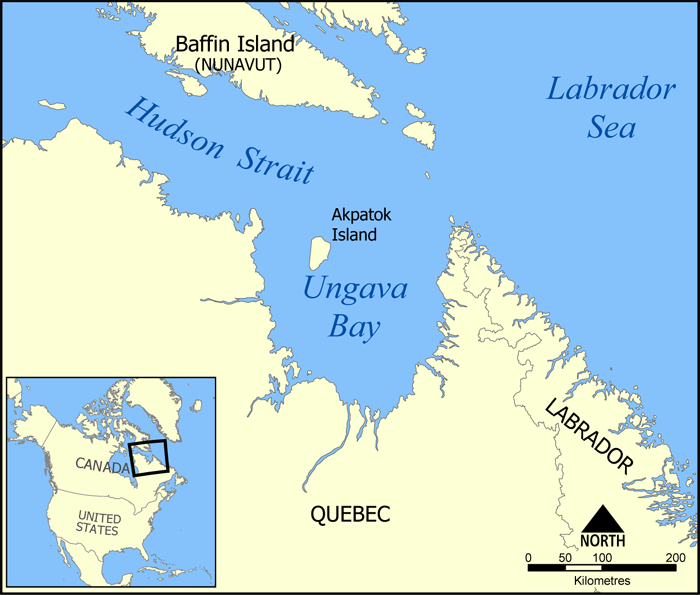
Baie d'Ungava